# Walter Chatton
Walter Chatton est un philosophe et logicien anglais né vers 1285 à Chatton (en) et mort vers 1343 à Saint-Asaph.

## Biographie
Walter Chatton naît vers 1285 à Chatton (en), en Northumbrie. Ses débuts sont peu connus, si ce n’est qu’il entre très tôt chez les Franciscains et qu’il donne entre 1321 et 1323 des leçons sur les Sentences de Pierre Lombard au studium franciscain de Londres. C’est probablement là-bas qu’il rencontre pour la première fois Guillaume d’Ockham, avec il aura de nombreuses débats par la suite. En 1330, Chatton devient maître régent franciscain à Oxford, mais il doit se rendre peu de temps après, en 1333, à Avignon à la demande du pape Benoît XII. Il y a pour tâche d’examiner les écrits de Thomas Waleys, puis de Durand de Saint-Pourçain. Après être resté plusieurs années à Avignon, il est désigné pour succéder à l’évêque de Saint-Asaph, mais meurt avant celui-ci, vers 1343.

## Positions philosophiques
Walter Chatton est l’un des principaux opposant de Guillaume d’Ockham, dont il critique les idées dans la Reportatio, ouvrage auquel Ockham répond par ses Questions quodlibétiques. Chatton prend ainsi le contrepied du rasoir d’Ockham : alors que celui met en avant le principe d’économie dans les constructions logiques et invite à éviter de multiplier les raisons et démonstrations, Chatton affirme qu’il faut introduire des propositions supplémentaires tant qu’un état de fait n’est pas décrit de manière adéquate. Cette position est souvent appelée « l’antirasoir ».
Chatton est en contradiction avec Ockham sur la plupart des autres sujets. Concernant les dix catégories d’Aristote, le premier considère ainsi que toutes sont des réalités extra-mentales, alors que le second ne considère comme extra-mental que la substance et la qualité. Chatton critique également la thèse d’Ockham sur les relations en considérant qu’elle ne sont pas seulement des concepts, comme celui-ci le prétend, mais qu’elles peuvent être des êtres relatifs (res respectivae). De même, alors qu’Ockham considère qu’il n’y a pas de lien entre les vertus, Chatton défend la position opposée. Les disputes avec ockham ne sont toutefois pas stériles : elles amènent notamment Ockham à revoir sa position sur les concepts.
Outre Ockham, Chatton s’oppose aussi fortement à Pierre d’Auriol, notamment sur le concept de l’être, ainsi qu’à Richard Campsall en ce qui concerne la connaissance intuitive et la connaissance instinctive.

## Liste des œuvres
- Reportatio et Lectura super Sententias ;
- Reportation in I Sententiarum ;
- Quaestio utrum quantum et continuum componantur ex indivisibilibus sicut ex partibus integrantibus.